# Мугай
Мугай — река в Свердловской области России, приток Тагила.
Длина — 88 км, площадь водосборного бассейна — 1550 км². Высота устья — 81,5 м над уровнем моря. Уклон реки — 0,91 м/км.
Протекает в северном направлении по территории Алапаевского района. Берёт начало из Мугайского болота на высоте 162 м над уровнем моря. Впадает в Тагил в 99 км от его устья по правому берегу.
Основные притоки — реки Иска и Вязовка. Крупные населённые пункты на реке — посёлок Бубчиково (887 жителей), сёла Измоденово (584) и Мугай (565).
Ширина реки в среднем и нижнем течении — 10—45 м, глубина — 0,5—5,0 м, дно твёрдое, скорость течения — 0,3—0,4 м/с. По данным наблюдений с 1941 по 1989 год среднегодовой расход воды в 5,4 км от устья составляет 5,2 м³/с, при среднем минимальном значении 0,95 м³/с и среднем максимальном 10,38 м³/с. Максимальный расход 77,3 м³/с зафиксирован в мае 1979 года.

## Притоки
- 3,6 км: Вязовка
- 16 км: Похалуиха
- 24 км: Иска
- 28 км: Бобровка
- 36 км: Строка
- 38 км: Большая Каменка
- 50 км: Рублиха
- 62 км: Быстрая
- 74 км: Лиственка

## Данные водного реестра
По данным государственного водного реестра России и геоинформационной системы водохозяйственного районирования территории РФ, подготовленным Федеральным агентством водных ресурсов:
- Бассейновый округ — Иртышский
- Речной бассейн — Иртыш
- Речной подбассейн — Тобол (российская часть бассейна)
- Водохозяйственный участок — Тагил от города Нижнего Тагила до устья.